# Comité Olympique Haïtien
Das Comité Olympique Haïtien (COH) ist das im Jahr 1914 gegründete Nationale Olympische Komitee von Haïti. Es wurde am 1. Januar 1924 vom Internationalen Olympischen Komitee anerkannt.

## Gremien

### Präsident
Präsident des COH ist Hans Larsen (* 7. Juni 1954). Er wurde erstmals im Mai 2014 in dieses Amt gewählt und im November 2016, im Oktober 2020 sowie im Dezember 2024 durch Wiederwahl bestätigt. Larsen ist Sportmediziner und bekleidet auch Funktionen in der Gesellschaft für Sportmedizin Haitis (Präsident), dem haitianischen Radfahrverband, dem Exekutivrat des Centro Caribe Sports und dem Panamerikanischen Koordinationsausschuss für Sport.
Sein Vorgänger, Jean Edouard Baker, war Ende August 2013 „wegen Korruption, Missmanagement und Insiderhandel“ abgesetzt worden.

### Exekutivkomitee
Bei der Vollversammlung vom 30. Oktober 2020 setzte sich Hans Larsen nicht nur als Präsident durch, sondern besetzte das gesamte Exekutivkomitee mit nahestehenden Personen: Rachelle Vorbe (1. Vizepräsidentin), Fritz Gérald Fong (2. Vizepräsident), Patrick Benjamin Blanchet (Generalsekretär), Jean Maxime Auguste (stellvertretender Generalsekretär), Roberson Croimain (Schatzmeister), Jean Claude Dorsainvil (stellvertretender Schatzmeister), Philippe Belot (Mitglied), Max Lélio-Joseph (Mitglied), Stéphane Rébu (Mitglied) und Élisabeth Coicou (Mitglied).

### Mitgliedsverbände
Im Jahr 2017 gehörten 33 Spartenverbände dem COH korporativ an. Darunter sind zwei Verbände für nichtolympische Sportarten (z. B. Racquetball), während die Verbände für Volleyball, Fußball, Badminton und Judo ihre Mitarbeit zeitweise wegen verschiedener Vorwürfe des Missmanagements aussetzten.

## Sportpolitische Rolle
In einem Treffen von COH-Präsident Larsen mit dem haitianischen Minister für Jugend und Sport, Ronald Gérard D’Mézard, wurde die Rolle des Nationalen Olympischen Komitees in der Sportpolitik Ende 2020 erneut definiert.
Dabei geht es um die Organisation des Sports und besondere Aufmerksamkeit für Sportdisziplinen, bei denen internationale Wettbewerbe für haitianische Athleten aussichtsreich sind; die Vorbereitung und Teilnahme der haitianischen Athleten an den Olympischen Spielen in Tokio, die Teilnahme von Haiti an den Olympischen Jugendspielen in Cali, das gemeinsame Management des Spitzensports und das Wecken des Interesses der Privatwirtschaft für den Sport.

## Teilnahme an Olympischen Spielen
Haiti sandte erstmals im Jahr 1900 zwei Athleten zu den Olympischen Spielen in Paris.
Silvio Cator gewann die Silbermedaille im Weitsprung 1928 in Amsterdam. Das Team von fünf Sportschützen (Ludovic Augustin, Eloi Metullus, Destin Destine, Astrel Rolland und Ludovic Valborge) konnte 1924 in Paris die Bronzemedaille erlangen.
Das COH plant eine Teilnahme an den Olympischen Spielen in Tokio (2020, verschoben auf 2021). Die Regierung hat dem COH für die Vorbereitung und Durchführung ein Budget von 30 Mio. Gourdes (rund 285.000 Euro) zur Verfügung gestellt und das COH teilte mit, dass dieser Betrag bereits in US-Dollar getauscht sei. Sportler verschiedener Sparten bemühten sich um ihre Qualifikation. In der Leichtathletik und dem Schwimmen sind dank des Universalitätsprinzips jeweils zwei Einladungen sicher. Weitere 150.000 US-Dollar wurden benötigt, um die Teilnahme an den Spielen gut vorbereitet realisieren zu können. Schließlich wurden 6 Personen, drei Sportlerinnen und drei Sportler, für Tokyo benannt: Sabiana Anestor, Judo (52 kg); Lauren Anna Lee oder Aliya Shipman, Taekwondo (eine letzte Entscheidung des Sportgerichts war abzuwarten); Émilie Grand Pierre, Schwimmen (100 m Brust), Davidson Vincent, Schwimmen (100 m Schmetterling); Mulern Jean, Leichtathletik (100 m Hürdenlauf); Darrelle Valsaint Junior, Boxen (75 kg). Sieben Offizielle werden die sechs Athleten begleiten.
Die haitianische Delegation bei den Olympischen Sommerspielen 2024 in Paris sollte das Land bei den Sportarten Leichtathletik, Boxen, Turnen, Judo, Schwimmen und Taekwondo mit mindestens 20 Teilnehmern vertreten. Es bestanden jedoch Schwierigkeiten, die Mittel für die Vorbereitung der Athleten sowie für die Reise der Delegation nach Paris zu finden. Der Präsident des Haitianischen Olympischen Komitees appellierte an die Behörden und den Privatsektor, die Teilnahme finanziell abzusichern.
An Olympischen Winterspielen hat sich Haiti noch nicht beteiligt.

## Olympisches Zentrum Haitis
Das als olympisches Zentrum Haitis geplante Centre Sport pour l’Espoir à Haïti (Sportzentrum für die Hoffnung in Haiti) umfasst eine Leichtathletikbahn, ein Fußballfeld, ein Basketball-, Volleyball- und Handballfeld, einen Fitnessparcours und Tennisplätze sowie eine Turnhalle, einen Sportübungsraum und Verwaltungs- und Trainingsgebäude. Im Auftrag der Regierung Frankreichs leistet das Centre de ressources d’expertise et de performances sportives (CREPS) von Französisch-Guayana aus Ausbildungshilfe.